# Reichenbachia sodalis
Reichenbachia sodalis är en skalbaggsart som beskrevs av Thomas Casey 1897. Reichenbachia sodalis ingår i släktet Reichenbachia och familjen kortvingar. Inga underarter finns listade i Catalogue of Life.